# Rachel Riley
Rachel Riley (11 januari 1986) is een Britse presentatrice en wiskundige. Ze is vooral bekend van de langlopende spelshow Countdown en de komische spin-off 8 out of 10 Cats Does Countdown. Tevens was Riley te zien in Strictly Come Dancing, de Britse versie van Dancing with the Stars.

## Jeugd
Rachel werd geboren in Rochford, Essex, en liet op jonge leeftijd al zien een gave te hebben voor wiskunde. Op de middelbare school haalde ze vier tienen op haar eindexamen. Tijdens haar studententijd aan de Universiteit van Oxford overwoog ze een carrière in de financiële sector en liep ze stage bij Deutsche Bank. Ze ontwikkelde echter een afkeer voor het door mannen gedomineerde werkveld dat ze hard en onpersoonlijk vond. Bovendien beschouwt ze zichzelf niet als een ochtendmens en had ze moeite met de werkuren.

## Debuut op televisie
In 2009 verving Rachel Riley Carol Vorderman bij de populaire spelshow Countdown, in Nederland en Vlaanderen bekend als Cijfers en Letters. Ze is in het programma co-host naast de vaste presentator en verantwoordelijk voor het tonen van de letters, het tonen van de gekozen getallen en het oplossen van de rekensom in het spel. Riley had geen ervaring met het werken op televisie en beschouwde zichzelf een onbelangrijk persoon op televisie.

## Populariteit
Rachel Riley werd goed ontvangen door de kijkers van Countdown door haar intelligentie, uiterlijk en humor. Dankzij Countdown werd Riley dan ook al snel betrokken bij andere televisieprogramma's. Ze vervulde dezelfde rol als in de originele Countdown voor de spin-off 8 out of 10 Cats Does Countdown, presenteerde The Gadget Show en mocht meedoen aan Strictly Come Dancing. In 2016 presenteerde ze het populair-wetenschappelijke programma It's Not Rocket Science.

## Strictly Come Dancing
In 2013 deed Riley mee aan Strictly Come Dancing, de Britse versie van Dancing with the Stars. Riley had last van plankenkoorts en ze had moeite om een goede routine neer te zetten. In de 6e aflevering van de serie werd ze weggestemd samen met haar Russische danspartner Pasha Kovalev.

## Privéleven
Rachel Riley is Joods maar niet praktiserend. Ze ziet zichzelf als behoorlijk atheïstisch. Desondanks trouwde ze met haar klasgenoot Jamie Gilbert in 2012 waarbij Gilbert tijdens de ceremonie een glas stuk trapte, een traditie bij Joodse huwelijken. In 2013 werd bekend dat het stel uit elkaar ging.
In 2016 maakte ze bekend een relatie te hebben met haar voormalige danspartner Pasha Kovalev die ze ontmoette bij de opnames van Strictly Come Dancing. Ze is daarmee een van de vele mensen die een relatie kreeg met hun danspartner van Strictly Come Dancing. In 2019 trouwde het stel en in december 2019 beviel Rachel van een dochter.
Rachel Riley is supporter van de Britse voetbalclub Manchester United.
Rachel Riley spreekt Russisch, een taal die ze is gaan leren nadat ze een relatie kreeg met Kovalev.